# 冬夜のマジック
「冬夜のマジック」（とうやのマジック）は、indigo la Endのメジャー6thシングル（配信限定）。2017年12月3日にワーナーミュージック・ジャパンから発売された。

## 概要
約1年10ヶ月ぶりの作品であり、メジャーデビュー後初の配信限定シングル。
それに伴い、今作の収録曲「Play Back End Roll」が11月22日に先行配信されている。
今作の発売日(12月3日)はVo/Gt.川谷絵音の誕生日である。
ジャケット写真は山川未菜。

## 収録曲
- 全曲作詞・作曲：川谷絵音

1. 冬夜のマジック [4:17]
PVには山川未菜と渋谷謙人が出演している。
2. Play Back End Roll [5:24]
3. 愛の逆流 (Remix by PARKGOLF) [4:04]
4. 夕恋 [3:17]